# US 11
US 11 (U.S. Route 11) — скоростная автомагистраль, проходящая по восточной части США параллельно восточному побережью с севера на юг, протяжённостью 2647 километра. Проходит по территории шести штатов.
Южный конец дороги переходит в автомагистраль US 90 в Национальном заповеднике дикой природы Байу-Соваж в восточной части Нового Орлеана в штате Луизиана. Северная конечная остановка находится на границе с Канадой в Роузес-Пойнт в штате Нью-Йорк. Магистраль продолжается в Канаде как Квебекский маршрут 223. Маршрут US 11, созданный в 1926 году, не претерпел больших изменений.
До 1929 года маршрут US 11 заканчивался к югу от города Пикаюн в штате Миссисипи — на реке Перл, служащей границей штата с Луизианой. Со временем маршрут был продолжен и через Луизиану.
Мост Маэстри, по которому US 11 проходит через озеро Пончартрейн, служил единственной точкой доступа в Новый Орлеан с востока в течение шести недель после урагана Катрина. Шторм практически разрушил двухпролётный мост на шоссе I-10 и повредил мост Форт-Пайк на магистрали US 90.
Параллельно US 11 во многих местах проходит межштатная магистраль I-81, построенная в 1960-х годах. Южнее конечной её конечной точки параллельно шоссе проходят другие межштатные автомагистрали, в частности, I-59.